# Альпійський кубок
Альпійський кубок (нім. Alpenpokal) — футбольний турнір, що проводився в 1941 році між клубами з Австрії та Баварії під час Другої світової війни, коли Австрія входила до складу Німеччини. Австрійські клуби грали проти баварських, але не один проти одного. Схожий турнір також був поведений в 1958 році, але він не був завершений. В обох розіграшах усі австрійські клуби завершували змагання з позитивними для себе результатами і розташовувалися у таблиці вище баварських.

## Історія
Змагання було організовано після обговорення між провідними представниками австрійського та баварського футболу з метою поглиблення стосунків між регіонами. Отримало повну підтримку лідера спортивного рейху Ганса фон Чаммера унд Остена.
Участь у першому змаганні, що проводилось влітку 1941 року, брали по 5 команд від країни, що посіли місця з другого по шосте у регіональних чемпіонатах (Шостим у Баварській лізі став клуб «Ноймаєр», але з невідомих причин його місце зайняла сьома «Баварія»). Чемпіон Баварії клуб «Мюнхен 1860» і чемпіон Австрії «Рапід» не грали у Альпійському кубку через участь у чемпіонаті Німеччини, що проводився для переможців регіональних ліг. «Рапід» у підсумку став чемпіоном Німеччини 1941 року.
За регламентом змагань команди-учасниці з кожного регіону грали лише проти представників іншого. Таким чином, кожна з команд мала зіграти по п'ять матчів, за підсумками яких створювалась турнірна таблиця. Перше місце турніру отримувало 10 очок, друге — 9 очок і т. д. В результаті першого розіграшу всі австрійські клуби опинились вище баварських у таблиці.
Клуб-переможець «Ферст Вієнна» переміг в усіх п'яти матчах і отримав подарунки від регіональних політичних лідерів Вагнера і фон Шираха, а його гравці тижневий відпочинок зі своїми сім'ями. Гравці «Вієнни» вирішили провести свій тиждень у Кіферсфельдені поблизу Куфштайна.
Після війни подібний турнір спробували провести у 1958 році. Але, після проведення чотирьох повних тури, змагання було призупинене через низьку відвідуваність. Натомість, у 1960 році турнір з подібною назвою почали розігрувати клуби з Італії і Швейцарії, до яких пізніше приєднались команди Франції і Німеччини. Австрійські клуби у новостворених змаганнях участі жодного разу не брали.

## Альпійський кубок 1941

### Учасники
Австрія
- Адміра (Відень)
- Аустрія (Відень)
- Ваккер (Відень)
- Вінер Шпорт-Клуб
- Ферст Вієнна

Баварія
- Аугсбург
- Баварія (Мюнхен)
- Нюрнберг
- Фюрт
- Ян (Регенсбург)

### Турнірна таблиця
|  |     | Підсумкова таблиця | О  | І | В | Н | П | ГЗ | ГП | ПО |
|  | --- | ------------------ | -- | - | - | - | - | -- | -- | -- |
|  | 1.  | Ферст Вієнна       | 10 | 5 | 5 | 0 | 0 | 17 | 2  | 10 |
|  | 2.  | Аустрія (Відень)   | 9  | 5 | 4 | 1 | 0 | 18 | 8  | 9  |
|  | 3.  | Вінер Шпорт-Клуб   | 8  | 5 | 3 | 2 | 0 | 11 | 3  | 8  |
|  | 4.  | Адміра (Відень)    | 6  | 5 | 3 | 0 | 2 | 16 | 9  | 7  |
|  | 5.  | Ваккер (Відень)    | 5  | 5 | 2 | 1 | 2 | 9  | 8  | 6  |
|  | 6.  | Ян (Регенсбург)    | 5  | 5 | 2 | 1 | 2 | 8  | 13 | 5  |
|  | 7.  | Нюрнберг           | 3  | 5 | 1 | 1 | 3 | 2  | 9  | 4  |
|  | 8.  | Фюрт               | 2  | 5 | 1 | 0 | 4 | 6  | 16 | 3  |
|  | 9.  | Баварія (Мюнхен)   | 1  | 5 | 0 | 1 | 4 | 5  | 12 | 2  |
|  | 10. | Аугсбург           | 1  | 5 | 0 | 1 | 4 | 6  | 19 | 1  |

### Результати матчів
| 27.04.1941 | «Ян» (Регенсбург)       | 2:0        | «Адміра» (Відень) | Регенсбург                                     |  |
| | Альтманн 54' Форбер 89' | (протокол) |                   | Глядачі: 11000 Суддя: Штайнсдорфер (Німеччина) |  |
| Ян: Ганс Якоб, Боумель, Мастер, Гакль, Кюнцельман, Гайнріх Альтманн, Пегсаль, Отт, Лейкам. Адміра: Леопольд Нойцнер, Антон Шалль, Отто Марішка, Йоганн Урбанек, Фрідріх Клацль, Йозеф Міршицка, Франц Ганрайтер, Вільгельм Ганеманн, Еріх Габітцль, Фрідріх Ондрак, Франц Шиллінг. |                         |            |                   |                                                |  |

| 27.04.1941 | «Ваккер» (Відень)                  | 3:0        | «Аугсбург» | Відень                                                              |  |
| | Геніг 48' Цишек 75' Вальцгофер 80' | (протокол) |            | Стадіон: Пратерштадіон Глядачі: 13000 Суддя: Антон Айгнер (Австрія) |  |
| Ваккер: Пейкох, Франц Бахманн, Конрад Гепфль, Франц Шиматрал, Йозеф Пекарек, Мартін Сарсун, Карл Цишек, Ладіслав Геніг, Ернст Райтермаєр, Йоганн Вальцгофер, Карл Кухарскі, тренери: Карл Райнер, Франц Решер Аугсбург: Зальцер, Гук, Коттерер, Бенер, Вільгельм Дзярштек, Гефельс, Бонтенакельс, Штекль, Бетцнер, Маєр, Конрад. |                                    |            |            |                                                                     |  |

| 27.04.1941 | «Вінер Шпорт-Клуб» | 0:0        | «Нюрнберг» | Відень                           |  |
| |                    | (протокол) |            | Глядачі: 6000 Суддя: Франц Цукер |  |
| Вінер: Людвиг Бреннер, Карл Граф, Роберт Пурц, Франц Вавра, Макс Меркель, Рудольф Фіала, Роберт Штиль, Франц Єлінек, Йозеф Епп, Леопольд Карцмарскі, Франц Фукс Нюрнберг: Георг Кель, Віллі Білльман, Альфред Пфендер, Георг Лубер, Георг Кеннеман, Хайнц Каролін, Карл Гуснер, Макс Айбергер, Альберт Янда, Георг Гаген, Віллі Кунд |                    |            |            |                                  |  |

| 04.05.1941 | «Адміра» (Відень)                                            | 7:2        | «Аугсбург»               | Відень                                                    |  |
| | Габітцль 17' 20' Клацль 50' 66' 75' Ганеманн 70' Шиллінг 72' | (протокол) | Шалль 23' (аг.) Маєр 30' | Стадіон: Пратерштадіон Глядачі: 8000 Суддя: Алоїз Беранек |  |
| Адміра: Леопольд Нойцнер, Антон Шалль, Отто Марішка, Густав Гергарт, Йоганн Урбанек, Йозеф Міршицка, Франц Ганрайтер, Фрідріх Ондрак (Вільгельм Ганеманн, 15'), Фридрих Клацль, Еріх Габітцль, Франц Шиллінг Ернст Зальхер, Гук, Отто Бенер, Гафельс, Штекль, Вільгельм Дзіарстек, Антон Бецнер, Дюрр, Франц Шюслер, Маєр, Бонтенакельс |                                                              |            |                          |                                                           |  |

| 04.05.1941 | «Ян» (Регенсбург) | 2:2 | «Аустрія» (Відень) |               |  |
|            | ?                 |     | Цопп               | Глядачі: 5000 |  |
|            |                   |     |                    |               |  |

| 04.05.1941 | «Ваккер» (Відень)                  | 2:0        | «Фюрт» | Відень                                                   |  |
| | Кухарскі 38' Вальцгофер 60' (пен.) | (протокол) |        | Стадіон: Пратерштадіон Глядачі: 9 000 Суддя: Адольф Мієз |  |
| Ваккер: Александр Мартінек — Франц Бахманн, Карл Артнер — Франц Шматраль, Йозеф Пекарек, Конрад Гепфль — Карл Цишек, Ладислаус Геніг, Ернст Райтермаєр, Йоганн Вальцгофер, Карл Кухарські, тренер: Райнер Фюрт: Вейт — Шнайдер, Георг Зігель — Георг Прелль, Ергард Шваб, Карл Шнітгер — Людвіг Лайкауф, Гайнріх Попп, Фріц Гакк, Ганс Фідерер, Горст Бімшнер, тренер: Ганс Гаген |                                    |            |        |                                                          |  |

| 11.05.1941 | «Фюрт»                               | 4:1  | «Адміра» (Відень) | Нюрнберг                                            |  |
| | Зібер 20' Фідерер 26' Бімшнер Баслер | звіт | Ондрак            | Стадіон: Забо Глядачі: 12 000 Суддя: Штарк (Мюнхен) |  |
| Фюрт: Вейт — Шнайдер, Зігель — Прелль, Шваб, Шнітгер — Баслер, Зібер, Попп, Фідерер, Бімшнер, тренер: Гаген Адміра: Рентцнер — Шалль, Марішка — Гергарт, Клакль, Міршицка — Ганрайтер, Ганеманн, Габітцль, Шиллінг, Ондрак, тренер: Леопольд Врана |                                      |      |                   |                                                     |  |

| 11.05.1941 | «Нюрнберг» | 0:3 | «Ферст Вієнна» | Нюрнберг        |  |
|            |            |     | Деккер Бортолі | Глядачі: 10 000 |  |

| 25.05.1941 | «Аустрія» (Відень)                     | 4:0  | «Фюрт» | Відень                                 |  |
| | Й.Штро 28' 48' Ноймер 36' Єрузалем 81' | звіт |        | Стадіон: Пратерштадіон Глядачі: 12 000 |  |
| Аустрія: Шпагле — Копетко, Андріц — Штро ІІ, Мок, Йокш — Ріглер, Мюллер, Штро І, Єрузалем, Ноймер, тренер: Карл Шнайдер Фюрт: Вейт — Шнайдер, Зігель — Прелль, Шваб, Шнітгер — Гакк, Зібер, Попп, Фідерер, Бімшнер, тренер: Гаген |                                        |      |        |                                        |  |

| 25.05.1941 | «Аугсбург» | 1:1 | «Вінер Шпорт-Клуб» |               |  |
|            |            |     |                    | Глядачі: 5000 |  |

| 25.05.1941 | «Ян» (Регенсбург) | 3:1 | «Ваккер» (Відень) |               |  |
|            |                   |     |                   | Глядачі: 5000 |  |

| 25.05.1941 | «Адміра» (Відень) | 4:1 | «Баварія» (Мюнхен) | Відень         |  |
|            |                   |     |                    | Глядачі: 12000 |  |

| 01.06.1941 | «Ваккер» (Відень) | 2:4 | «Нюрнберг» |                |  |
|            |                   |     |            | Глядачі: 15000 |  |

| 02.06.1941 | «Аугсбург» | 3:6 | «Аустрія» (Відень)                  |  |  |
|            | ?          |     | Губер Ріглер Й.Штро Єрузалем Ноймер |  |  |

| 02.06.1941 | «Баварія» (Мюнхен) | 1:2 | «Вінер Шпорт-Клуб» |  |  |
|            |                    |     |                    |  |  |

| 2.06.1941 | «Ферст Вієнна»                     | 7:0 | «Ян» (Регенсбург) | Відень          |  |
|           | Голешовський Деккер Бортолі Лехнер |     |                   | Глядачі: 15 000 |  |

| 22.06.1941 | «Аугсбург» | 0:2 | «Ферст Вієнна» | Аугсбург      |  |
|            |            |     | Артманн Деккер | Глядачі: 2500 |  |

| 29.06.1941 | «Аустрія» (Відень) | 2:1 | «Нюрнберг» | Відень        |  |
|            | Губер Ноймер       |     | ?          | Глядачі: 8000 |  |

| 29.06.1941 | «Ферст Вієнна»     | 4:2  | «Фюрт» | Відень                               |  |
| | Фішер Деккер пен.' | звіт | Баслер | Стадіон: Ваккер-Плац Глядачі: 10 000 |  |
| Вієнна: Плок — Каллер, Шмаус — Новотний, Забедич, Ябурек — Голешовський, Деккер, Фішер, Лехнер, Бортолі, тренер: Блум Фюрт: Вейт — Попп, Прелль — Гоффманн, Шваб, Шнітгер — Руес, Зібер, Баслер, Фідерер, Бімшнер, тренер: Гаген |                    |      |        |                                      |  |

| 06.07.1941 | «Аустрія» (Відень) | 4:2 | «Баварія» (Мюнхен) | Відень        |  |
|            | Гааг Ноймер Губер  |     | ? ?                | Глядачі: 8000 |  |

| 06.07.1941 | «Вінер Шпорт-Клуб» | 3:1 | «Ян» (Регенсбург) | Відень        |  |
|            |                    |     |                   | Глядачі: 8000 |  |

| 12.07.1941 | «Баварія» (Мюнхен) | 0:1 | «Ферст Вієнна» | Мюнхен |  |
|            |                    |     | Бортолі        |        |  |

| 17.08.1941 | «Фюрт» | 0:5  | Вінер Шпорт-Клуб        | Нюрнберг                                                    |  |
| |        | звіт | Єпп Карчмарський Кернер | Стадіон: Забо Глядачі: 10 000 Суддя: Закенройтер (Нюрнберг) |  |
| Фюрт: Вейт — Коппен, Прелль — Гоффманн, Шваб, Шнітгер — Руес, Попп, Баслер, Гакк, Бімшнер, тренер: Гаген Вінер: Бреннер — Граф, Пурц — Вавра, Меркель, Фухс — Гайтер, Єлінек, Єпп, Карчмарчький, Кернер, тренер: Францль |        |      |                         |                                                             |  |

| 17.08.1941 | «Ваккер» (Відень) | 1:1 | «Баварія» (Мюнхен) | Відень |  |
|            |                   |     |                    |        |  |

| 17.08.1941 | «Нюрнберг» | 0:4 | «Адміра» (Відень) | Нюрнберг       |  |
|            |            |     |                   | Глядачі: 10000 |  |

### Найкращі бомбардири
| № | Гравець            | Команда          | Голи |
| - | ------------------ | ---------------- | ---- |
| 1 | Карл Деккер        | Ферст Вієнна     | 9    |
| 2 | Карл Кернер        | Вінер Шпорт-Клуб | 5    |
| = | Леопольд Ноймер    | Аустрія (Відень) | 5    |
| = | Франц Шиллінг      | Адміра (Відень)  | 5    |
| 5 | Фрідріх Клацль     | Адміра (Відень)  | 4    |
| = | Еріх Габітцль      | Адміра (Відень)  | 4    |
| = | Адольф Губер       | Аустрія (Відень) | 4    |
| 8 | Карл Бортолі       | Ферст Вієнна     | 3    |
| = | Краутман           | БК Аугсбург      | 3    |
| = | Альфред Попп       | Ян (Регенсбург)  | 3    |
| = | Вільгельм Ганеманн | Адміра (Відень)  | 3    |
| = | Йозеф Штро         | Аустрія (Відень) | 3    |
| = | Йозеф Епп          | Вінер Шпорт-Клуб | 3    |

## Альпійський кубок 1958
В 1958 році був організований турнір, схожий з розіграшем 1941 року, який мав за мету заповнити літню паузу, викликану проведенням чемпіонату світу в Швеції. Австрійські клуби, через від'їзд низки гравців на чемпіонат світу, були представлені на змаганні комбінованими командами. Розіграш не був завершений через низьку відвідуваність.

### Учасники
Австрія
- Аустрія (Відень)
- Вінер Шпорт-Клуб
- Грацер
- Ферст Вієнна

Баварія
- Аугсбург
- Баварія (Мюнхен)
- Фюрт
- Ян (Регенсбург)

### Турнірна таблиця
|  |    | Підсумкова таблиця | О | І | В | Н | П | ГЗ | ГП |
|  | -- | ------------------ | - | - | - | - | - | -- | -- |
|  | 1. | Аустрія (Відень)   | 8 | 4 | 4 | 0 | 0 | 14 | 4  |
|  | 2. | Грацер             | 6 | 4 | 3 | 0 | 1 | 9  | 5  |
|  | 3. | Ферст Вієнна       | 6 | 4 | 3 | 0 | 1 | 9  | 6  |
|  | 4. | Вінер Шпорт-Клуб   | 5 | 4 | 2 | 1 | 1 | 15 | 6  |
|  | 5. | Фюрт               | 4 | 4 | 2 | 0 | 2 | 5  | 5  |
|  | 6. | Ян (Регенсбург)    | 2 | 4 | 1 | 0 | 3 | 4  | 12 |
|  | 7. | Аугсбург           | 1 | 4 | 0 | 1 | 3 | 6  | 17 |
|  | 8. | Баварія (Мюнхен)   | 0 | 4 | 0 | 0 | 4 | 4  | 12 |

- В таблиці розбіжність у кількості забитих і пропущених голів -1